# 黑身膜首鱈
黑身膜首鱈，為輻鰭魚綱鱈形目鼠尾鱈科的其中一種，分布於中西太平洋新喀里多尼亞、澳洲昆士蘭海域，屬深海底棲性魚類，深度600-825公尺，體長可達17公分，棲息在底層水域，生活習性不明。

## 扩展阅读
維基物種上的相關：黑身膜首鱈